# Trump World Tower
La Trump World Tower es un rascacielos residencial situado en el 845 de United Nations Plaza (en la Primera Avenida, entre las Calles 47 y 48) de Manhattan, Nueva York. Su construcción empezó en 1999 y se completó en 2001.

## Descripción
Diseñado por el arquitecto griego Costas Kondylis, el edificio tiene 262 metros y 72 plantas construidas (aunque en los paneles de los ascensores aparecen noventa). Su fachada es un muro cortina de cristal oscuro tintado de color bronce. Sus grandes ventanas ofrecen excelentes vistas del río Este y Midtown Manhattan. La estructura del edificio es de hormigón para aumentar su resistencia al viento.
La Trump World Tower fue durante un corto tiempo la torre residencial más alta del mundo, hasta que se construyó la 21st Century Tower en Dubái (2003) y la Tower Palace 3 en Seúl (2004). Es la más alta de todas las torres residenciales construidas por Donald Trump, y su construcción costó unos trescientos millones de dólares. Los precios han disminuido a 625 000 $ por un estudio (hay solo unos pocos en el edificio) hasta más de 28 millones. El ático de las dos plantas más altas del rascacielos, que tenía 1858 m², se valoró inicialmente en 58 millones de dólares; sin embargo, tras no conseguir venderlo durante varios años, se dividió en cuatro unidades diferentes. Actualmente, los alquileres están entre $2800 y $3700 para los estudios y más de $4600 para viviendas de un dormitorio (55-83 m²).
Antes de su construcción, muchos vecinos, incluido Walter Cronkite, se opusieron al edificio debido a su altura y a su aspecto exterior liso. Entre las quejas estaba que la torre eclipsaría a la sede de las Naciones Unidas, situada al otro lado de la calle. La Trump World Tower se construyó en la antigua parcela del United Engineering Center mediante la adquisición de derechos aéreos no usados de parcelas colindantes.
En abril de 2006, abrió sus puertas Megu, un restaurante de cocina fusión asiática, situado en la planta baja, en la que también se sitúa un bar llamado The World Bar.

## En la cultura popular
El edificio y algunas de sus viviendas han aparecido en la serie The Apprentice de NBC, en la que apareció anteriormente Donald Trump. También ha aparecido en la programa de televisión de la NBC Extra. Por último, puede verse el edificio en la película de 2007 Before the Devil Knows You're Dead.

## Eventos mediáticos
En 2003, Esquire Magazine realizó un evento benéfico en el «Esquire Apartment». Además de Trump y su esposa Melania, entre los asistentes estaban Uma Thurman, Daniela Pestova, Taye Diggs y Mark Burnett. También en 2003, se realizó en la Trump World Tower el preestreno en Estados Unidos del superdeportivo Mercedes-Benz SLR McLaren, que contó con la presencia de la cantante Beyoncé Knowles.